# 拉绍
拉绍（法語：La Chaux，法語發音：[la ʃo] ⓘ）是瑞士联邦西部法语区的沃州下设的一个镇。在行政上属于莫尔日区管辖。拉绍的总面积为6.75平方公里。截至2010年底，总人口为422。